# Bobovec
Bobovec (također i Bobovišće i Baboča); (mađ. Babócsa) je selo u južnoj Mađarskoj.
Zauzima površinu od 30,99 km četvornih.

## Zemljopisni položaj
Nalazi se na 46° 2' sjeverne zemljopisne širine i 17° 22' istočne zemljopisne dužine. Belső-Somogy je južno, a granica s Republikom Hrvatskom se nalazi 5 km dalje. Najbliže naselje u RH je Brodić. 
Sjeveroistočno od sela je rječica Rinya koja se ulijeva u Dravu. 
Bojevo je 1 km zapadno, Rasinja je 3,5 km zapadno-sjeverozapadno, Vunep je 3 km sjeverno, Arača je 3 km sjeveroistočno, Komluš je 2 km jugoistočno, Petrida je 1,5 km južno-jugoistočno.

## Upravna organizacija
Upravno pripada Barčanskoj mikroregiji u Šomođskoj županiji. Poštanski broj je 7584.
U Bobovcu djeluje jedinica romske manjinske samouprave.

## Povijest
Područje je naseljeno još u pretpovijesti. U Bobovcu su nađeni nalazi iz bakrenog i brončanog doba.
u vrijeme kralja Arpada je narod Tibolda sagradio utvrdu na brdu iznad toka rijeke Rinje.
Pripadao je ugarskim plemićima Bogátu i Koppányu. Mađarski kralj Stjepan I. Sveti je eksproprirao taj posjed poslije njegove smrti i dao ga benediktincima. Prema papinskim spisima je 1332. na tom mjestu stajala kapelica. Poslije je pripadao obiteljima Tibold i Marczali. Zabilježeno je da je kralj Vladislav II. Jagelović boravio u utvrdi u Bobovcu kao gost obitelji Báthory. 
U doba turskih osvajanja su bile velike borbe za tvrđavu: zauzeo ju je 1552. turski vojskovođa Toigon Ozman za najezde na Južno Prekodunavlje, a kad ju je palatin i hrvatsko-slavonski ban Toma Nadaždi pokušao vratiti, eksplodiralo je nekoliko eksplozivnih punjenja i pri tome porušilo veliki dio tvrđave. András Báthory ju je obnovio, no Turci su opet krenuli na tu tvrđavu nakon što su zauzeli Siget i pri tome ju opet oštetili u borbama.
Nikola Zrinski ju je konačno vratio u ugarske ruke 1664.  Zabilježeno je da je 11. veljače 1664. Zrinski izvijestio o uspješnoj zimskoj kampanji protiv Turaka. Te godine su Turci srušili zgradu opatije.
Neko vrijeme nisu doseljavali Mađari u Bobovec. Ipak, Bobovec je brzo napredovao, tako da je 1715. postao trgovište (mezőváros), a nešto kasnije kotarskim sjedištem. 
1891. je u Bobovcu živjelo 2443 Hrvata i Mađara.
1953. su u bobovečkoj okolici nađena velika plinska polja i usporedno s njima i termalna voda. Eksploatiranje termalne vode je počelo 1960.

## Promet
Nalazi se na željezničkoj prometnici Velika Kaniža-Pečuh. U selu se nalazi željeznička postaja.

## Stanovništvo
Bobovec ima 1904 stanovnika (2001.). Mađari su većina. Romi čine 10,9%, Hrvati čine 0,2% te ostali. Rimokatolika je 85%, kalvinista je 3,3%, luterana 0,2% te ostalih. 
Mjesni Hrvati pripadaju podravskoj skupini mađarskih Hrvata. Hrvati u Bobovcu gotovo posve mađarizirani, tako da samo najstariji govore hrvatski.

## Kultura
- Dani narcisa[3]

## Znamenitosti
- turska tvrđava
- ruševine crkve (katedrala u gotičkom stilu)[3] iz doba Arpadovića
- ruševine zemljane utvrde, jedne od najstarijih u Šomođskoj županiji[3]
- ostatci benediktinskog samostana i groblja[3]
- pašina palača iz turskih vremena[3] koja je neko vrijeme bila tursko parno kupatilo[3]
- dvorac Šomšić (Somssich) u klasicističkom stilu iz 1820.
- Bobovečki pašin vrt

## Vanjske poveznice
- (mađ.) Babócsa a Vendégvárón  Arhivirana inačica izvorne stranice od 24. travnja 2005. (Wayback Machine)
- (mađ.) Babócsa címerének bemutatása
- (mađ.) Basakert (Nárciszos) – képek  Arhivirana inačica izvorne stranice od 5. ožujka 2016. (Wayback Machine)
- (mađ.) Árpád-kori vár – képek
- (mađ.) Régi képeslapok Babócsáról
- (mađ.) Termálfürdőjéről  Arhivirana inačica izvorne stranice od 22. srpnja 2009. (Wayback Machine)
- (mađ.) Légifotók Babócsáról
- (mađ.) Archív kép
- Bobovec na fallingrain.com